# Jánošík – Pravdivá historie
Jánošík - Pravdivá historie je česko-slovensko-maďarsko-polský historický film, který v roce 2009 spolu natočili Agnieszka Holland a Kasia Adamik. Scénář ke snímku napsala Eva Borušovičová. Děj filmu se odehrává na Slovensku během osmnáctého století v době, kdy zde působil Juraj Jánošík. Délka filmu je 137 minut a premiéru v ČR měl 10. 9. 2009.

## Natáčení
Natáčení filmu začalo už v roce 2002, kdy bylo natočeno asi  40% filmu. S rozpočtem 150 mil. korun se jednalo o do té doby nejdražší slovenský film. Po odstoupení jednoho z partnerů v lednu 2003 bylo natáčení vzhledem k nedostatku financí přerušeno až do roku 2008. Celý film byl dokončen o rok později.

## Obsazení
- Václav Jiráček - Jánošík
- Ivan Martinka - Uhorčík
- Michał Żebrowski - Huncaga
- Sarah Zoe Cannerová - Barbora
- Marián Labuda - Ugronowicz
- Gabriela Bírová - Katka
- Maja Ostaszewska - Margeta
- Eryk Lubos - Gabor
- Karel Dobrý - Plavčik
- Marian Dziędziel - Šipoš
- Vladimír Jedľovský - Kuba Šustek
- Marián Geišberg - Jur
- Danuta Szaflarska - Jánošiková babička
- Marek Litewka - jeho otec